# Bruille-lez-Marchiennes
Bruille-lez-Marchiennes är en kommun i departementet Nord i regionen Hauts-de-France i norra Frankrike. Kommunen ligger i kantonen Marchiennes som tillhör arrondissementet Douai. År 2022 hade Bruille-lez-Marchiennes 1 345 invånare.

## Befolkningsutveckling
Antalet invånare i kommunen Bruille-lez-Marchiennes
| Referens: INSEE |